# 엑사비트
| 비트의 양       | 비트의 양 | 비트의 양 | 비트의 양          | 비트의 양   |
| SI 접두어       | SI 접두어 | SI 접두어 | 이진 접두어        | 이진 접두어 |
| 이름            | 표준 SI   | 이진 변환 | 이름               | 값          |
| --------------- | --------- | --------- | ------------------ | ----------- |
| 킬로비트 (kbit) | 103       | 210       | 키비비트 (Kibit)   | 210         |
| 메가비트 (Mbit) | 106       | 220       | 메비비트 (Mibit)   | 220         |
| 기가비트 (Gbit) | 109       | 230       | 기비비트 (Gibit)   | 230         |
| 테라비트 (Tbit) | 1012      | 240       | 테비비트 (Tibit)   | 240         |
| 페타비트 (Pbit) | 1015      | 250       | 페비비트 (Pibit)   | 250         |
| 엑사비트 (Ebit) | 1018      | 260       | 엑스비비트 (Eibit) | 260         |
| 제타비트 (Zbit) | 1021      | 270       | 제비비트 (Zibit)   | 270         |
| 요타비트 (Ybit) | 1024      | 280       | 요비비트 (Yibit)   | 280         |

엑사비트(영어: Exabit, Ebit 혹은 Eb)는 1,000,000,000,000,000,000(1018)을 의미하는 SI 접두어인 엑사와 컴퓨터 데이터의 가장 작은 단위인 비트가 합쳐진 컴퓨터 데이터를 나타내는 단위이다. 1 엑사비트는 125,000,000,000,000,000 바이트이다.
1 엑사비트 = 1018비트 = 1000000000000000000비트 = 1000 페타비트.

## 같이 보기
- 페타비트
- 제타비트
- 엑스비비트
- 비트
- SI 접두어
- 이진 접두어
- 엑사바이트